# Apeadero de Sobrado
El Apeadero de Sobrado fue una plataforma ferroviaria de la Línea del Algarve, que servía a la zona de Sobrado, en el ayuntamiento de Silves, en Portugal.

## Historia
Este apeadero se encontraba en el tramo entre Algoz y Poço Barreto del Ramal de Portimão, que entró en servicio el 19 de marzo de 1900.
En 1913, era servido por convoyes de tranvías, no siendo hasta 1980 cuando pudo ser utilizado por cualquier tipo de trenes de pasajeros.